# Юсупов, Белял Магтасимович
Белял Магтасимович Юсупов (баш. Билал Мөғтәсим улы Йосопов; 25 декабря 1904 — 26 февраля 1999) — советский горный инженер. Доктор геолого-минералогических наук (1959), профессор (1969).

## Биография
Юсупов Белял Магтасимович родился 25 декабря 1904 года в деревне Новомрясово Белебеевского уезда Уфимской губернии (ныне Давлекановский район Республики Башкортостан) в многодетной семье. Его семья с трудом перенесит голодные 1921—1922 годы.
В 1924—1926 годах служил в рядах Красной армии. Учился в рабочем факультете Казанского университета. В 1935 году окончил Казанский университет по специальности инженер-геолог.
С 1935 года работал геологом, а с 1942 года — управляющим Татарским геолого-разведывательным трестом. В 1943 году под его руководством была открыта первая промышленная нефть в Шугуровском районе Татарской АССР.
С 1945 года занимал должность заместителя начальника Управления местной топливной промышленности при Совете народных комиссаров Татарской АССР. С 1946 года — учёный секретарь, с 1948 года — заведующий отделом нефти и газа, а с 1965 года — руководитель отдела региональной геологии Геологического института Государственного геологического комитета СССР.
В 1958 году успешно защитил докторскую диссертацию на тему «Геологическое строение и нефтеносность Татарии», а в 1963 году сформулировал и обосновал «Программу изучения нефтеносности кристаллического фундамента». В 1967 году был экспертом-советником Организации Объединенных Наций по нефти и газу в Индии.
С 1968 года директор, в то же время с 1970 года — заведующий лаборатории геологии нефти и газа Института геологии Башкирского филиала Академии наук СССР.
С 1974 года работал научным консультантом, а в 1978—1992 годах — старшим научным сотрудником-консультантом Института геологии Башкирского филиала Академии наук СССР.
26 февраля 1999 года умер в городе Уфе.

## Научная деятельность
Научная деятельность Беляла Юсупова посвящена исследованию геологического строения, гидрогеологических условий и перспектив нефтегазоносности Волго-Уральской нефтегазоносной области. Выдвинул предположение о существовании в земной коре метаносферы.
Является автором более 100 научных работ.

### Труды
- Юсупов Б. М. Условия формирования минеральных вод Нижнего Прикамья. — Казань : Изд-во Казанск. филиала Акад. наук СССР, 1950. — 119 с.
- Юсупов Б. М. Как управлять нефтяными пластами : (К вопросу законтурного заводнения). — Казань: Татгосиздат, 1953. — 28 с.
- Юсупов Б. М. Материал к лекции на тему: Пути рационального использования попутных газов Татарии / Б. М. Юсупов, канд. геол.-минерал. наук ; О-во по распространению полит. и науч. знаний РСФСР. Татар. отд-ние. — Казань, 1958. — 21 с.
- Юсупов Б. М. Геологическое строение и нефтеносность Татарии : Автореферат дис. на соискание ученой степени доктора геолого-минералогических наук / Ин-т нефти Акад. наук СССР. Геол. ин-т Казан. филиал АН СССР. — Казань, 1958. — 25 с.
- Структура и нефтеносность стратиграфических комплексов Западной Башкирии / Б. М. Юсупов, К. С. Яруллин, М. В. Ишерская ; АН СССР. Башк. филиал. Ин-т геологии. — Москва : Наука, 1974. — 163 с.
- Тектоника, литология и нефтеносность Башкирии / Ред. коллегия: Б. М. Юсупов (отв. ред.) и др. — Уфа, 1974. — 127 с.
- Юсупов Б. М. Новая концепция проблемы происхождения нефти и природного горючего газа. — Уфа, 1982.

## Награды и звания
- Орден Трудового Красного Знамени (1944)
- Орден «Знак Почёта» (1958)
- Заслуженный деятель науки и техники Татарской АССР (1964)
- Заслуженный деятель науки Башкирской АССР
- Заслуженный деятель науки РСФСР